# Zdzisław Sokal
Zdzisław Sokal (ur. 5 marca 1958) – polski ekonomista. W latach 2007–2013 członek zarządu Narodowego Banku Polskiego, w latach 2015–2025 doradca społeczny prezydenta RP Andrzeja Dudy, w latach 2016–2019 prezes zarządu Bankowego Funduszu Gwarancyjnego.

## Życiorys
Ukończył studia w Szkole Głównej Planowania i Statystyki w Warszawie. Był współwłaścicielem firmy handlowej, pracował w przedsiębiorstwie konsultingowym i w bankowości (m.in. w Kredyt Banku), kierował firmą brokerską, był również członkiem organów zarządzających spółek prawa handlowego.
W latach 2002–2004 zasiadał w zarządzie Stołecznego Przedsiębiorstwa Energetyki Cieplnej, później do 2007 członek rady nadzorczej. Od 2006 do 2007 był doradcą prezesa zarządu, a następnie wiceprezesem zarządu banku PKO BP. Przewodniczył radzie nadzorczej ukraińskiego Kredobanku S.A. (2006–2007).
13 marca 2007 powołany przez prezydenta RP Lecha Kaczyńskiego na stanowisko członka zarządu NBP. Jego kadencja zakończyła się 13 marca 2013. Powołany w skład Polskiego Komitetu Standardów Rachunkowości oraz rady Międzynarodowego Banku Współpracy Gospodarczej w Moskwie.
24 września 2015 został doradcą społecznym prezydenta Andrzeja Dudy i jego przedstawicielem w Komisji Nadzoru Finansowego. Prezydent nie wystąpił o zgodę o jego powołanie (tzw. kontrasygnatę) do prezes Rady Ministrów Ewy Kopacz, czego wymagał art. 144 ust. 2 Konstytucji Rzeczypospolitej Polskiej.
29 lutego 2016 został członkiem zarządu Bankowego Funduszu Gwarancyjnego, obejmując nadzór nad Departamentem Rachunkowości i Gospodarki Finansowej. 2 kwietnia 2016 powołany na prezesa zarządu BFG. 14 grudnia 2018 utracił stanowisko przedstawiciela Prezydenta RP w Komisji Nadzoru Finansowego, został natomiast przedstawicielem BFG w tej Komisji z głosem doradczym. 5 kwietnia 2019 został odwołany z funkcji prezesa Bankowego Funduszu Gwarancyjnego. W grudniu 2021 został członkiem zarządu Polskiej Agencji Inwestycji i Handlu. 5 sierpnia 2025 zakończył pełnienie funkcji społecznego doradcy Prezydenta RP.
W lutym 2013 otrzymał odznakę honorową „Za zasługi dla bankowości Rzeczypospolitej Polskiej”.